# یزن ثلجی
یزن ثلجی (عربی: يزن محمد يوسف ثلجي؛ زادهٔ ۳ سپتامبر ۱۹۹۴) بازیکن فوتبال اهل اردن است.
از باشگاه‌هایی که در آن بازی کرده‌است می‌توان به باشگاه فوتبال الشباب اردن اشاره کرد.
وی همچنین در تیم‌های ملی فوتبال زیر ۲۳ سال اردن و اردن بازی کرده‌است.